# آزوا (شهر)

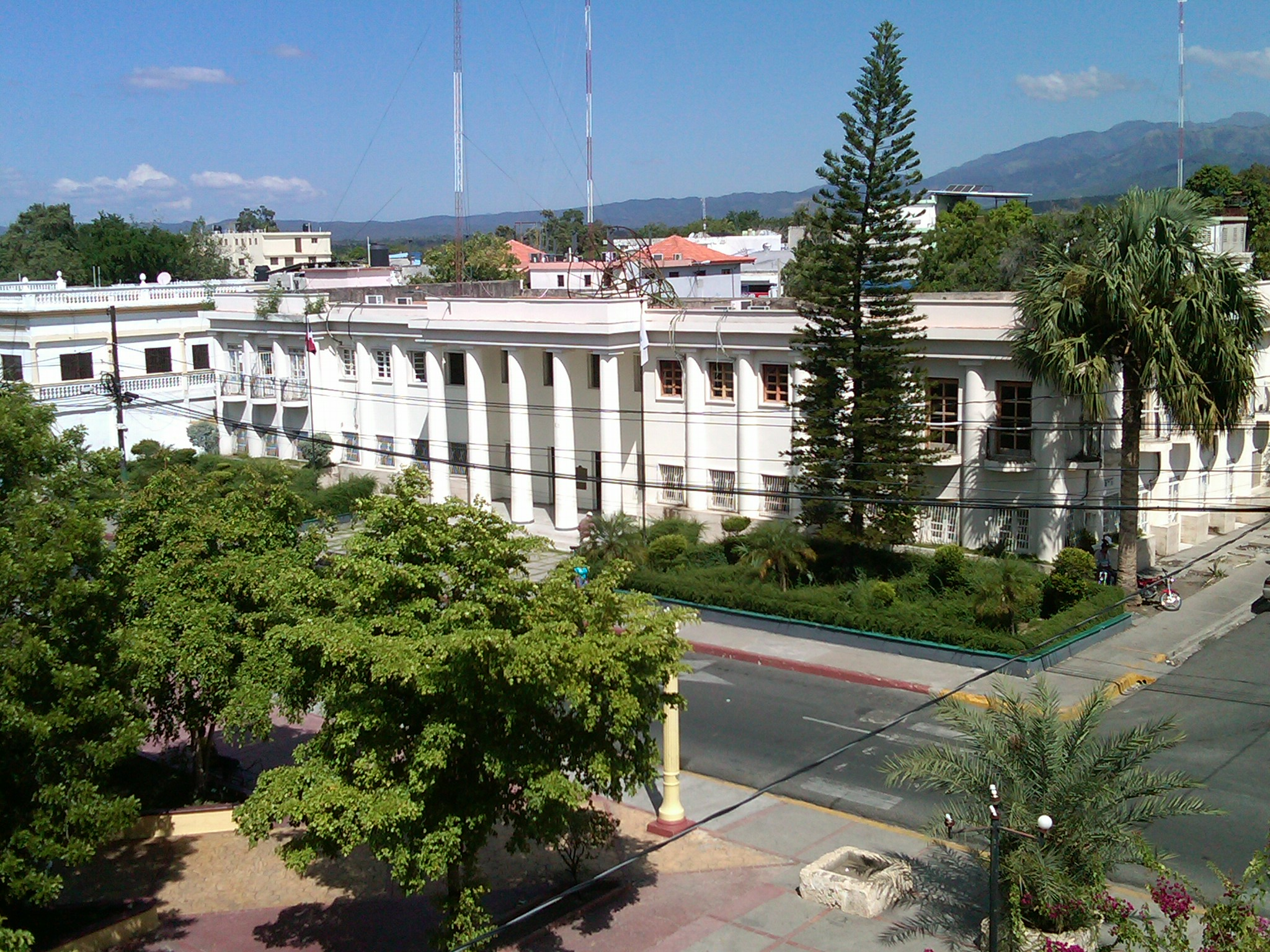
آزوا.

آزوا (به لاتین: Azua) یک شهر در جمهوری دومینیکن است که در سانتو دومینگو واقع شده‌است.

## خصوصیات
آزوا ۴۱۶٫۳۰ کیلومترمربع مساحت و ۱۲۸٬۲۶۴ نفر جمعیت دارد و ۸۳ متر بالاتر از سطح دریا واقع شده‌است.